# Stadorf
Stadorf ist ein Ortsteil der Gemeinde Schwienau im niedersächsischen Landkreis Uelzen.

## Geografie und Verkehrsanbindung
Nordwestlich des Ortes verläuft die Schwienau.
Stadorf ist über eine Buslinie an die umgebenden Ortschaften angeschlossen.